# Дискриминация по возрасту
Эйджизм, дискриминация по возрасту (англ. ageism [ˈeɪdʒ.ɪzm̩], от англ. age — «возраст») — дискриминация человека на основании его возраста. Проявляется в готовности взаимодействовать на равных началах и сотрудничать лишь с теми людьми, кто соответствует некоему заранее установленному критерию возраста.

## Термин
Понятие «эйджизм» ввёл директор национального института старения США Р. Н. Батлер в 1969 году, обозначая им дискриминацию одних возрастных групп другими. Дифференциация социальных статусов и возрастная стратификация во многих западных обществах и культурах осуществлялись и продолжают осуществляться в соответствии с такими социальными ценностями, считающимися нормативными, как продуктивность и результативность. Это обстоятельство лежит в основе негативно-пренебрежительного отношения к пожилым людям как к субъектам, которые не соответствуют данным требованиям. Батлер определил «эйджизм» как комбинацию трёх взаимосвязанных элементов. Первоначально понятие относилось главным образом к пожилым людям, старости и процессу старения; дискриминационная практика в отношении пожилых людей; и институциональная практика и политика, закрепляющие стереотипы о пожилых людях.
Термин «эйджизм» также использовался для описания угнетения молодых людей пожилыми людьми, например, в брошюре 1976 года, опубликованной организацией Youth Liberation of Ann Arbor, MI.
Эйджизм часто связывают со страхом смерти и инвалидности, с избеганием, сегрегацией и неприятием пожилых людей, которые служат механизмами выживания и позволяют людям не думать о собственной смертности. Эйджизм основан не на биологии, а на социальном аспекте.
Стигматизация и дискриминация в связи с потерей физических или умственных способностей являются эйблизмом.